# Campus Martius

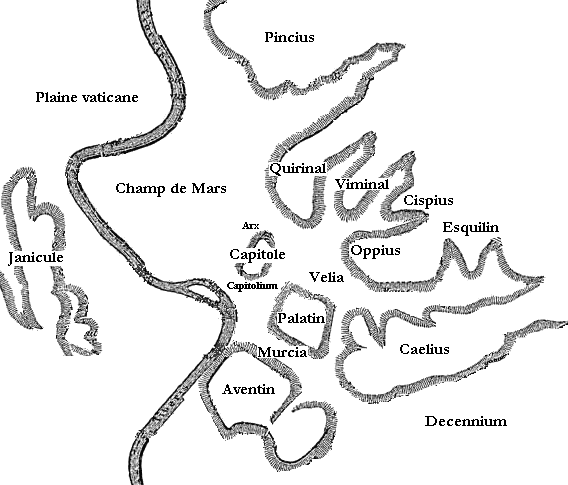
Lagekarte der Tiefebene

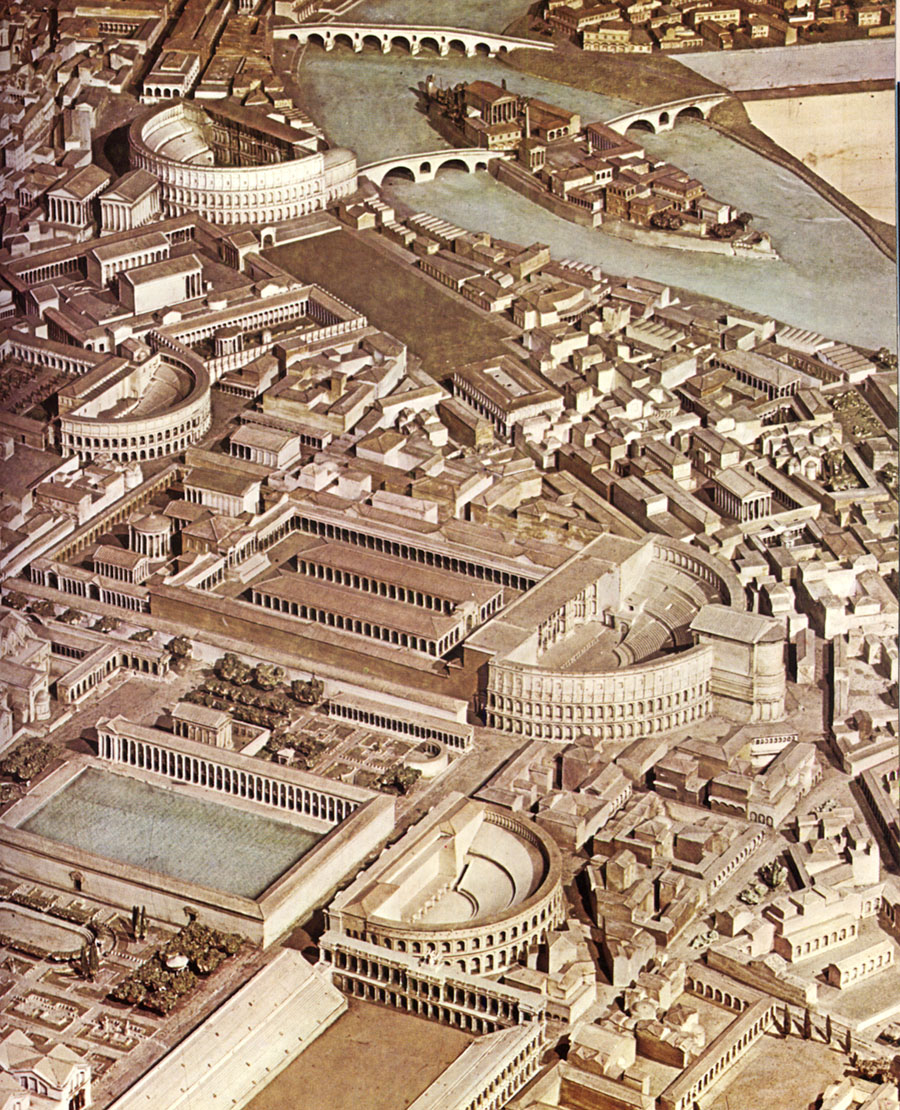
Das westliche Marsfeld während der Antike (Rekonstruktion)

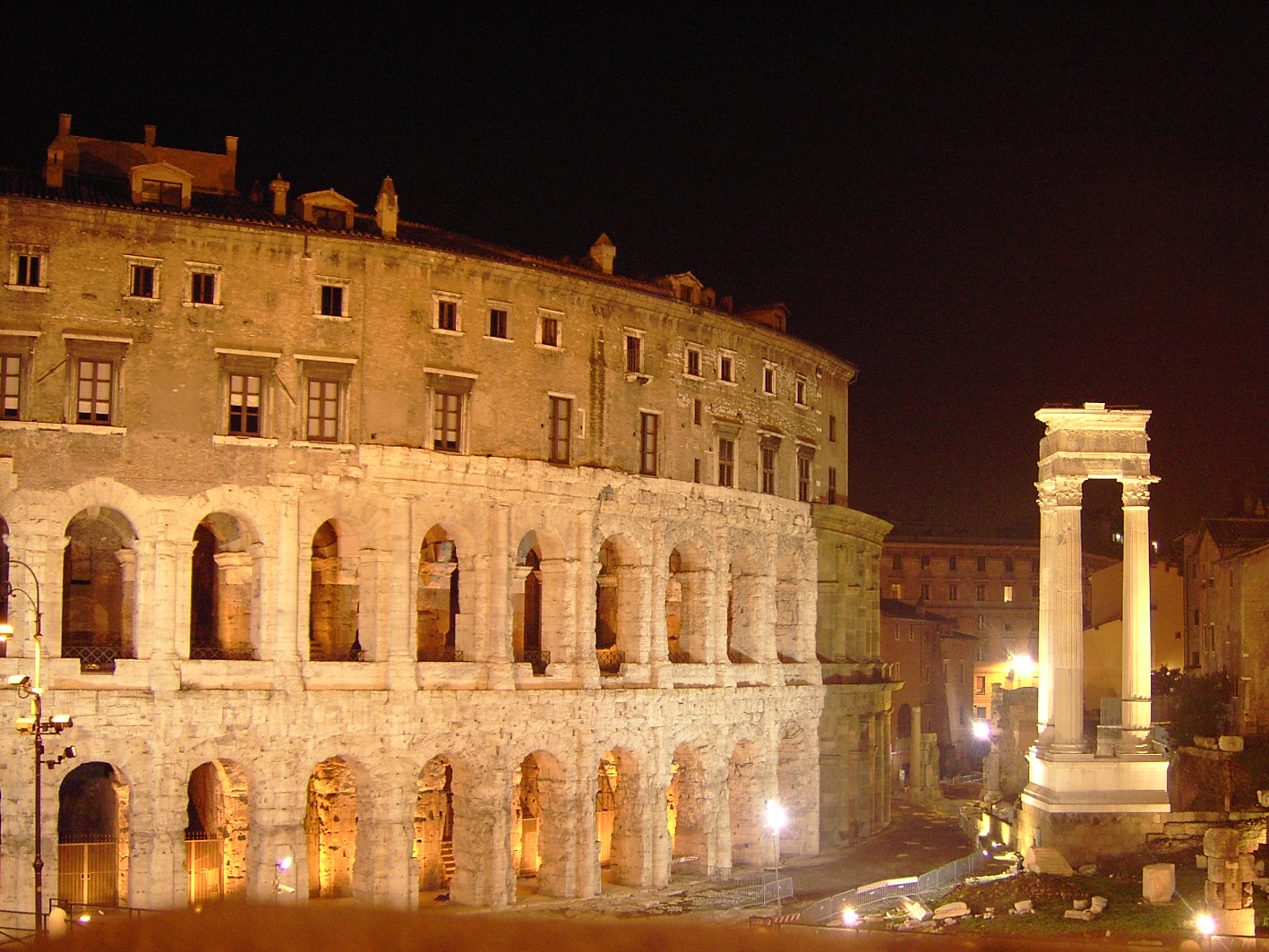
Das Marcellustheater heute

Der Campus Martius (deutsch Marsfeld) war ein mehr als 250 Hektar großer Bereich des alten Rom in öffentlichem Besitz. Er war dem römischen Kriegsgott Mars gewidmet und wurde lange als Schaf- und Pferdeweide benutzt, solange das Militär ihn nicht zu Übungszwecken benötigte. Auf ihm fanden die Comitia centuriata – die Versammlung des römischen Volkes als Heeresversammlung – statt, eine der drei Volksversammlungen der Römischen Republik. Jedes Jahr im März, dem Beginn der Feldzugssaison, versammelten sich die waffenfähigen römischen Bürger auf dem Marsfeld vor den Toren der Stadt, um gemustert zu werden und ihre Feldherrn (Konsuln und Praetoren) zu wählen. Da er außerhalb des Pomeriums lag, war der Campus Martius auch der natürliche Ort für Empfänge ausländischer Herrscher und Botschafter, die diese Linie nicht übertreten durften. Fremde Kulte konnten hier ihre Tempel errichten.
Der Campus Martius selbst war eine Tiefebene westlich der Via Lata, des modernen Corso, und der Biegung des Tiber. Unter der Bezeichnung ager Tarquinorum war er früher der Sage nach ein Weizenfeld, das dem letzten König Lucius Tarquinius Superbus gehörte und während des Umsturzes, der die Römische Republik etablierte, abgebrannt wurde. Mit einem alten Altar, der dem Kriegsgott gewidmet war, war der Campus Martius eng mit den Soldaten und der Armee verknüpft, die ihn ursprünglich häufig zu Übungen benutzten. Später war er häufig der Ort der römischen Triumphzüge, den Feiern nach Beendigung eines erfolgreichen Feldzuges. Siegreiche Feldherren ließen hier Gebäude errichten, die an ihre Siege erinnerten, so ließ Gnaeus Octavius nach seinem Sieg über den makedonischen König Perseus 167 v. Chr. die Porticus Octavia erbauen.
Ab der Zeit Sullas wurden Parzellen auf dem Campus Martius an einflussreiche Römer verkauft oder vergeben, die das Gemeindeland zur Errichtung von insulae (große Miethäuser) und Villen missbrauchten. Später wurde es wieder ein Ort für Versammlungen der Bürger und der Miliz, ehe es zu einem bevorzugten Ort für die Errichtung großer öffentlicher Bauten wurde: Pompeius ließ 55 v. Chr. auf dem Campus Martius das erste Theater aus Stein errichten, das Theater des Pompeius. Marcus Vipsanius Agrippa gestaltete den sumpfigen Boden mit Teichen und Bädern in einer Umgebung aus Parks und Tempeln um und baute die Porticus Argonautarum und das Laconicum Sudatorium. Im Jahr 33 v. Chr. weihte Octavian (der spätere Augustus) hier den Neubau der Porticus Octavia, die aus der Beute des Dalmatinischen Kriegs gebaut wurde.
Im Nordteil des Campus Martius wurden auch das Solarium Augusti und im Zusammenhang damit zeitgleich die Ara Pacis (Friedensaltar) vom Senat errichtet, um der Friedensstiftung durch Augustus zu gedenken und das neue Regime zu propagieren. Die beiden Bauwerke wurden am 30. Januar 9 v. Chr. eingeweiht. Sie sollten den erfolgreichen Abschluss von Augustus’ Anstrengungen um die innere Stabilisierung des Reichs symbolisieren.
Mit dem Wachstum der Stadt am Ende der Republik und im frühen Prinzipat wurden mehr und mehr Gebäude auf dem Campus Martius errichtet. Bedeutend darunter sind das Augustusmausoleum und das Marcellustheater. Der Campus war schließlich gefüllt mit einer Vielzahl von Tempeln wie unter anderem dem Pantheon, dem Tempel der Isis und des Serapis, dem Tempel der Minerva Chalcidica, dem Tempel der Bellona, dem Tempel des Apollo Sosianus, dem Tempel der Matidia und dem Hadrianeum. Hinzu kamen öffentliche Gebäude, Zirkusse, Theater, Portiken, Badeanlagen wie die Nerothermen, Monumente und Obeliske. Im 2. Jahrhundert wurden hier unter anderem die Antoninus-Pius-Säule und die Mark-Aurel-Säule errichtet.
Nachdem die Invasionen der Völkerwanderung die Aquädukte gekappt und damit die Wasserversorgung der Stadt zerstört hatten, verließ die rasch schwindende Bevölkerung die umgebenden Hügel und sammelte sich auf dem Campus Martius – jetzt abhängig vom Wasser des Tiber und Opfer seiner Überschwemmungen. Der Campus Martius umfasste somit den Hauptteil Roms, bis die Stadt als Hauptstadt des wiedervereinigten Italien ab 1870 erneut zu wachsen begann. Noch heute ist der Name als Stadtteil Campo Marzio erhalten geblieben.
| Plan des zentralen Campus Martius |
| --- |
| Thermen des Nero Stadion des Domitian Pantheon Basilica des Neptun Thermen des Agrippa Stagnum? Odeon des Domitian Warengeschäfte? Saepta Julia Diribitorium Porticus Divorum Aqua Virgo Bogen des Claudius Porticus Vipsania Unterkünfte der Vigiles Tempel der Isis und des Serapis Tempel der Minerva Chalcidica Altar des Mars Via Flaminia Via Flaminia Tempel des Hadrian Tempel der Matidia Theater des Pompeius Tempel am Largo Argentina Porticus Minucia Säule des Marc Aurel Tempel des Marc Aurel und der Faustina (?) Triumphbogen des Marc Aurel (?) Säule des Antoninus Pius Ustrinum Antoninorum Ustrinum M. Aurelii Via Recta Porticus des Pompeius Arcus Novus Porticus Meleagri Porticus Argonautarum Piazza della Rotonda Villa Publica |